# Pierre Hévin
Pierre Hévin (1623-1692), est un historien et jurisconsulte français, officiant à Rennes. Ce champion de l'absolutisme royal est l'auteur de travaux importants sur le droit breton. Il est un adversaire posthume de Bertrand d'Argentré.

## Origines familiales
D'après la notice biographique sur Pierre Hévin III écrite Auguste-Marie Poullain-Duparc, la famille Hévin serait originaire d'Irlande. Jean Hévin, issu d'une famille noble, s'installe à Arras et épouse une certaine Marguerite Morieux en 1537. 
Tous leurs enfants mènent une carrière militaire, sauf un, Pierre Hévin I sieur de Mellery qui s'oriente vers les lettres. Il fut membre de l'Université de Paris et recteur de celle de Saint-Maixent dans le Poitou. Installé à Poitiers, il épouse Madeleine Texier le 12 avril 1586, fille de François Texier, seigneur de la Guilloutière et avocat du roi dans cette ville. 
Un des enfants suit la voie religieuse et entre chez les Jésuites, l'autre Pierre Hévin II (†1645) se consacre au droit. Il est admis à l'Académie des Humoristes de Rome où il se lie d'amitié avec l'écrivain Jean Barclay (1582-1621). Devenu avocat à Paris, il est appelé à Rennes au début de l'année 1620. Il s'y installe, devient avocat au Parlement de Bretagne se marie avec Julienne Billefer le 28 avril 1620 et fonde sa famille. 

## Biographie
Pierre Hévin III naît le 30 novembre 1623 à Rennes. Il est le fils du premier mariage de Pierre Hévin II (†1645) avec Julienne Billefer, docteur en droit, avocat à Paris puis au Parlement de Bretagne, qui s'est installé à Rennes aux alentours de 1620. 
Comme son père, Pierre Hévin III devient docteur en droit et avocat au Parlement de Bretagne en 1640 d'après Auguste-Marie Poullain-Duparc, charge qu'il exercera jusqu'à sa mort en 1692. 
Pierre Hévin III est procureur-syndic de la ville et communauté de Rennes (l'équivalent de maire) du 11 mars 1671 au 1er janvier 1674. La fin de son mandat ne marque pas la fin de son implication dans la vie politique locale, puisqu'il continue d'assister à des assemblées du corps de ville ou est présent lors de certaines cérémonies publiques et religieuses jusqu'à sa mort en 1692. 
Pierre Hévin III est le bâtisseur de l'hôtel du Molant, situé au 34 place des Lices à Rennes. La maison de Pierre Hévin III, puisque l'édifice ne porte pas encore le nom d'hôtel du Molant, est certainement construite entre 1666 et 1671. Elle est édifiée en même temps que les autres hôtels particuliers de la place des Lices : l'hôtel de Montbourcher (n°30), l'hôtel Racapé de La Feuillé (n°28) et l'hôtel de la Noue (n°26). 
Cependant, Pierre Hévin III n'a jamais habité dans la demeure qu'il a construite place des Lices. Il vécut toute sa vie dans le haut de l'ancienne rue aux Foulons (actuellement la rue Le Bastard), dans une maison située du côté pair et en retrait par rapport à la rue. 
Pierre Hévin III est aussi l'auteur de la cinquième représentation connue de la ville de Rennes : le « Plan de la Vieille ville ou Cité, Villeneuve, et Nouvelle ville, de Rennes » ou plus couramment appelé le « plan Hévin ». La date exacte de réalisation du plan Hévin est toujours inconnue. Plusieurs dates ont été évoquées : 1665 ou 1685. 
Pierre Hévin III meurt le 15 novembre 1692 dans la maison familiale de la rue aux Foulons, puis est inhumé le lendemain dans la chapelle de la Sainte Vierge de la paroisse Saint-Jean de Rennes, en présence d'une partie du clergé et des membres de la Communauté de la ville de Rennes. 

## Pierre Hévin, le procureur-syndic
Le 11 mars 1671, Pierre Hévin III est nommé procureur-syndic de la ville et communauté de Rennes (l'équivalent de maire) à la place de Jean Laperche sieur de la Rousserie décédé le matin même. Pierre Hévin III est procureur-syndic de Rennes pendant 3 ans, jusqu'au 1er janvier 1674 où il est remplacé par François Gentil sieur des Hayes.  
Durant ses trois années à la tête de la municipalité rennaise, Pierre Hévin III est un procureur-syndic impliqué et engagé dans la lutte et la conservation des intérêts de la ville de Rennes. Par exemple, il ordonne l'inventaire des papiers, titres et droits détenus par la Communauté. Un inventaire dont il s'occupe personnellement. Pour lui, ces documents ont une valeur importante et doivent être impérativement conservés. 
Mais ce qui marque véritablement le mandat de procureur-syndic de Pierre Hévin III ce sont les conflits avec les communautés religieuses installées à Rennes : les Calvairiennes de Cucé et les Augustins. En décembre 1671, il dénonce une « invasion conventuelle » : « la ville & les fauxbourgs de Rennes, qui ne sont que d’une très médiocre estendue, sont tous inondés de religieux et religieuses ». L'inondation dont parle Pierre Hévin III est une réaction à l'invasion conventuelle qui touche la ville au XVIIe siècle : dix-sept fondations s'implantent intra- et extra-muros. Cette critique frappe l'emprise foncière des communautés religieuses sur la ville et ses faubourgs mais « reflète aussi l'impuissance politique de la municipalité à juguler un mouvement qui, […], lui a presque toujours échappé depuis le début du siècle ». 
Même après la fin de son mandat en 1674 et jusqu'à sa mort en 1692, Pierre Hévin III reste activement engagé dans la vie politique rennaise et dans les affaires locales. Il assiste à des assemblées de la Communauté, participe à des cérémonies et marches religieuses et civiles ou enfin exerce la charge de député du quartier. 

## Pierre Hévin, le jurisconsulte
Pierre Hévin III ne parut pas d'abord annoncer tout ce qu'il devait être un jour : les travaux approfondis de ses premières études lui avaient donné une sorte de pesanteur, qui nuisit, pendant quelque temps, au développement de ses talents ; mais bientôt l'exercice du barreau le montra tel qu'il était, et on le vit allier l'éloquence à la profondeur. 
Il venait quelquefois à Paris, et y était recherché par tout ce que le barreau avait de plus distingué. C'est dans un de ces voyages qu'il découvrit une ancienne traduction de l' Assise du comte Geoffroi, découverte qu'il mit à profit par la suite, et qui, jointe aux autres connaissances qu'il puisa dans l'étude des écrivains et des monuments du Moyen Âge, lui servit de guide dans l'étude approfondie des anciennes coutumes, et des chartes de la Bretagne. Ses immenses travaux ne l'empêchaient pas d'entretenir une correspondance suivie avec les magistrats les plus éclairés et les plus célèbres avocats du royaume. M. de Pontchartrain l'honorait d'une estime toute particulière.

## Publications
- Études sur les Coutumes générales de Bretagne 1682.
- Arrêts du parlement de Bretagne, de Frain, 3e édition, augmentée d'annotations, plaidoyers et arrêts, Rennes, 1684, 2 vol. in-4°. Cette édition est enrichie de recherches importantes ; on y trouve un trait curieux de la vie d'Henri IV relatif au sieur de La Sicaudais, Breton. L'auteur y relève une méprise de François Eudes de Mézeray, relativement à Saint-Malo : il y entre aussi dans l'examen de la décrétale d'Honorius III, qui défend d'enseigner le droit civil à Paris.
- Consultations et observations sur la Coutume de Bretagne, Rennes, 1734 et 1745, in-4°. Ce sont des œuvres posthumes de l'auteur, publiées par son petit-fils, conseiller au parlement de Rennes. Quelques consultations du fils de l'auteur, avocat au même parlement, sont jointes à ce volume.
- Questions et observations concernant les matières féodales par rapport à la Coustume de Bretagne. À Rennes, Vatar, 1736. Rennes, 1757, in-4°. Considérations sur le droit successoral dans les contrées de Landerneau, de Brest, de Rennes et de Vannes. Droit civil, coutumes, actes diverses, règlements sur le tabac, les alcools, les sels, etc. Ce volume contient la suite des Consultations de l'auteur, et des ouvrages qui lui sont étrangers.
- Coutumes générales de Bretagne et usements locaux de la même province, avec les procès-verbaux des deux réformations et des notes, Rennes, 1744, in-4°. Il avait paru, en 1693, à Rennes, une édition in-16, donnée par Hévin, du texte de ces coutumes avec les usages particuliers.

On a encore un écrit de Hévin, dans lequel il réfute l'histoire romanesque, rapportée par Antoine Varillas, de la mort de la comtesse de Châteaubriant. Hévin y fait preuve d'un jugement sûr et d'une critique saine ; il va seulement trop loin, quand il veut prouver que la comtesse de Châteaubriant n'a pas été maîtresse de François Ier. On trouve dans le Journal des savants de 1681 une dissertation de Hévin sur un poulet monstrueux, et une autre sur la découverte, faite à Vannes, de cinquante mille médailles : ce trésor paraît avoir été caché vers l'an 260 de J.-C., puisqu'il ne s'y est trouvé aucune médaille d'une date postérieure ; les plus anciennes sont du temps de Caracalla.